# Josef Pastor
Josef Pastor (21. června 1841 Hostokryje – 28. května 1899 Hamburk) byl česko-americký novinář, redaktor prvních krajanských periodik v USA, spisovatel, vydavatel a podnikatel. Byl mj. autorem emigrační příruček a posléze také působil jako vystěhovalecký agent pro cesty do USA v Hamburku.

## Život

### Mládí
Narodil se v Hostokryjích nedaleko Rakovníka v severozápadních Čechách Františku Pastorovi a jeho choti Anně. Po vychození obecné školy absolvoval roku 1863 gymnázium v Žatci. Chtěl pokračovat v dalším studiu, což mu pro nedostatek financí nebylo umožněno, proto vstoupil do premonstrátského kláštera Želiv. Tato zkušenost jej značně poznamenala a ještě více jej přiblížila k myšlenkám svobodomyslnosti. Roku 1866 se rozhodl Čechy opustit a vycestovat do Spojených států.

### V USA
Po plavbě přes Atlantský oceán dorazil téhož roku do přístavu v New Yorku, města s rostoucí českou komunitou, kde se následně usadil. Zprvu se živil jako balič doutníků, posléze snad sbíral první novinářské zkušenosti při práci v německy psaných novin Staatszeitugen. Posléze začal přispívat také do českého krajanského periodika Slávie, vzniklého roku 1861 a vydávaného v Racine ve Wisconsinu. Díky tomu si jej všiml redaktor Karel Jonáš, který Pastora oslovil s nabídkou vedení svobodomyslného listu Pokrok, tehdy jednoho z mála česky psaných periodik v Americe. V počátcích Pokrok komerčně zápasil s nábožensky orientovanými Katolickými listy, které však zanedlouho zanikly. V rámci tohoto média patřil Pastor k jedněm z nejadikálnějších kritiků kléru. V polovině 60. let se rovněž kriticky stavěl proti plánu na české osídlení jisté části povodí řeky řeky Amur na Sibiři českými kolonisty na základě nabídky ruského hraběte Malinovského, zastávané mj. českoamerickými novináři Františkem Mráčkem, Janem Bártou Letovským a Vojtěchem Maškem, rusofily a zastánci myšlenky sjednocení všeho slovanstva pod autoritu Ruského impéria.
Redakci Pokroku opustil roku 1868, kdy se navrátil zpět do New Yorku. Roku 1871 pak odešel do Chicaga, kde pracoval v redakci nově vzniklého časopisu Nová Doba, jejichž provoz byl postižen Velkým požárem Chicaga roku 1871. Roku 1873 vyšel v Praze jeho spis Americký vystěhovalec, který je jakýmsi instruktážním manuálem pro české emigranty do Spojených států.

### V Německu

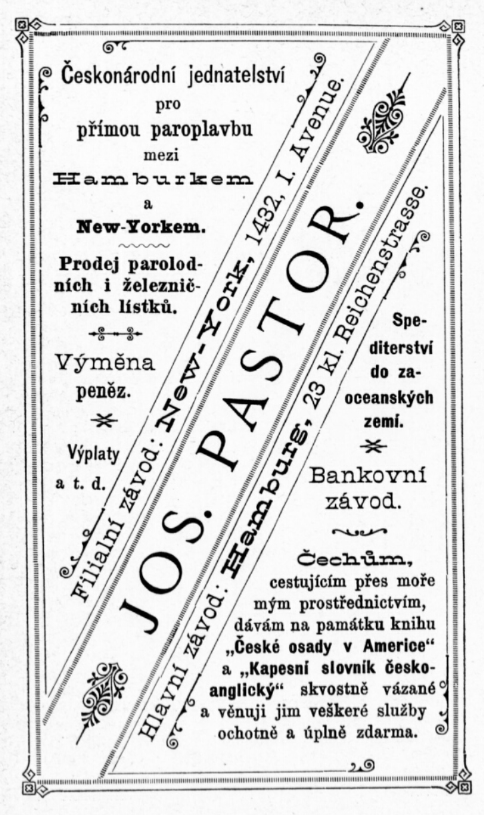
Reklama cestovní agentury Josefa Pastora v Hamburku

Roku 1871 odešel ze Spojených států do Německa, kde byl zaměstnán jako jednatel cestovní agentury August Bolten v Hamburku, zprostředkovávající lodní lístky pro plavby odsud do New Yorku, a následně pak vlakové lístky pro cestování v USA. V tomto oboru se posléze osamostatnil a provozoval vlastní cestovní agenturu. Jeho služeb, které byl schopen poskytovat v češtině, následně využilo mnoho, především pak českých, emigrantů do Ameriky. Od roku 1885 zde také vydával měsíčník České osady v Americe.

### Úmrtí
Josef Pastor zemřel 28. května 1899 v Hamburku vinou srdeční vady ve věku nedožitých 58 let.

## Dílo
- Americký vystěhovalec: spolehlivé zprávy a rady pro české vystěhovalce na cestu do Ameriky (vystěhovalecká příručka, 1873)
- Cesta do Spojených států severoamerických (vystěhovalecká příručka, 1891)